# 잘 있거라 일본 땅
"잘 있거라 일본 땅"은 한국에서 제작된 김수용 감독의 1966년 영화이다. 신영균 등이 주연으로 출연하였고 홍의선 등이 제작에 참여하였다.

## 출연

### 주연
- 신영균
- 태현실
- 공미도리
- 최남현

## 기타
- 조명: 손영철
- 미술: 임명선